# Blăgești (okręg Bacău)
Blăgești – wieś w Rumunii, w okręgu Bacău, w gminie Blăgești. W 2011 roku liczyła 2284 mieszkańców.